# Municipio de Zitácuaro
El municipio de Zitácuaro es uno de los 113 municipios en que se divide el estado mexicano de Michoacán. Su cabecera municipal es la ciudad de Heroica Zitácuaro.

## Escudo
A través de un concurso, el H. Ayuntamiento del período 1984-1986 instauró el uso del escudo municipal. El ganador fue el pintor Abel Medina Solís; su trabajo, por obtener el primer lugar, fue considerado como el escudo oficial del municipio. En el gobierno municipal del C. Carlos Zepeda Morales, a iniciativa del Maestro Moisés Guzmán Pérez, fue modificado.
|  | El escudo Heroica Zitácuaro está blasonado así: Cuartel Primero. El campo sinople (verde) significa esperanza, abundancia y libertad; en él se encuentra un arco simbolizando la puerta de entrada al Estado de Michoacán por la parte oriente del municipio; recorta el fondo del cuartel la silueta del Cerro Pelón o Cuapapalotzín. Cuartel Segundo. En el campo sinople se ve el Cerrito de la Independencia, que ha sido testigo mudo de lucha y parapeto de insurgentes, al fondo recorta el cuartel la figura del Cerro Cacique (Jilotepec). Entre este cerro y el Pelón se ve un sol naciente con rayos que abrazan a ambos cuarteles, simbolizando el clima templado de este municipio. Cuartel Tercero. El campo de azur (azul) que denota realismo, majestad y hermosura, se ubica un pergamino que representa la Suprema Junta Nacional Americana Primer Gobierno Insurgente; bajo el pergamino una guirnalda de laurel, símbolo de la inspiración y la victoria. Cuartel Cuarto. En campo de azur, se ve una abeja obrera en el centro de una celdilla de panal, simbolizando el trabajo, laboriosidad y actividad comercial de los habitantes del municipio. Al centro. El escudo tiene un «corazón» o «vestido», en su parte superior una pirámide que representa la época prehispánica del municipio; se localiza entre las tenencias de Ziráhuato y San Felipe Los Alzati. En la parte inferior, se encuentran tres antorchas encendidas, que representan los tres incendios que ha sufrido esta Ciudad Heroica en los años de 1812, 1855 y 1865. En la parte superior se encuentra un pebetero con llama eterna, en homenaje a los patriotas caídos en este municipio, unas hojas de acanto simétricas y estilizadas rematan la cabeza del escudo. Enseguida, una cenefa con trece «almohadillas» o «gotas», que representan las tenencias que conforman el municipio, debajo de estas, un listón con el nombre de «Heroica Zitácuaro». El escudo tiene bordadura en oro simbolizando la riqueza, fe, pureza, constancia y fuerza, donde se localiza la leyenda «Ciudad de la Independencia». |

## Geografía
El municipio de Zitácuaro limita al oeste con los municipios de Jungapeo y Tuxpan; al norte con el municipio de Ocampo; al sur con los municipios de Susupuato y Juárez; al este con los municipios de San José del Rincón, Villa Victoria, Villa de Allende, Donato Guerra e Ixtapan del Oro en el Estado de México.
Está constituido por una superficie territorial de 512.6 kilómetros cuadrados. Se encuentra entre las coordenadas 19°26′ latitud norte y entre 100°22′ longitud oeste. Se localiza a una altitud promedio de 1940 m s. n. m.; en sus zonas altas alcanza altitudes cercanas a los 3500 m s. n. m. en las cumbres del Cacique y el Pelón, las cuales a su vez se posicionan en las más altas del estado; la altura mínima del municipio es de 1590 m s. n. m. El municipio pertenece a la provincia fisiográfica del Eje Neovolcánico. 

### Hidrografía
En el municipio se encuentra la Presa El Bosque, parte del Sistema Cutzamala. El noroeste de la ciudad se abastece de agua proveniente principalmente del río Guadalupe que nace en la laguna de Bosencheve ubicada en el Estado de México, y de los aún existentes manantiales conocidos como «La Carolina», «Mora del Cañonazo» y «Manga de Clavo-Educación», así como el agua reutilizada de una planta de tratamiento de aguas residuales con la cual se cubre la demanda de los fraccionamientos y colonias del sur y oeste de la ciudad. Su principal captador de recurso hídrico es el cerro Cacique.

### Flora
Zitácuaro es un municipio que cuenta con bosques de coníferas, mixtos y bosque tropical en la zona de transición.
El bosque de coníferas está, principalmente compuesto, por pino, oyamel, cedro y tascate. Se localiza en las grandes altitudes de las principales sierras y cerros del municipio, con 2600 y 3550 metros de altitud.
El bosque mixto se compone por encino, cedro, sabino, madroño, fresno, tejocote, etc.; se desarrolla a menos de 2600 metros de altitud. Es el bosque que, de manera natural, ocupaba la mayor extensión.
El bosque tropical es de especies arbóreas no espinosas, de dimensiones no muy grandes y que pierden sus hojas por un largo período en la estación seca del año. Generalmente, los suelos son poco profundos, donde la vegetación natural está perturbada por la agricultura o los pastizales y matorrales. Las especies que se desarrollan en este tipo de bosque son la chirimoya guanábana, zapote blanco, plátano, guanacaste, cueramo, tepehuaje, entre otros.

### Fauna
Las especies más importantes son aves migratorias e insectos, dentro de los cuales pertenece la mariposa monarca. Entre los animales de bosque de coníferas, mixto y tropical, se localizan especies como venado, onza, zorro, roedores y otros. En la pradera se identifica el coyote, la zorra, el halcón, la rata de campo y otros.

### Mariposa monarca
Los principales santuarios de hibernación de la mariposa monarca en el municipio se encuentran en el cerro Altamirano, sierra Chincua, sierra El Campanario, cerros Chivati, Huacal y cerro Pelón. 

## Demografía
La población del municipio de Zitácuaro es de 157 056 habitantes según datos del XIV Censo General de Población y Vivienda (2020) llevado a cabo por el Instituto Nacional de Estadística y Geografía, lo que representa un aumento de 1522 habitantes respecto a los 155 534 habitantes registrados en el censo anterior. Esto equivale a un incremento promedio del 0.10 % anual en el período 2010-2020.

### Localidades
En el censo de 2020 el municipio de Zitácuaro contaba con 160 localidades.
| Código INEGI      | Localidad                | Población (2020) |
| ----------------- | ------------------------ | ---------------- |
| 161120001         | Heroica Zitácuaro        | 86 901           |
| 161120082         | Rincón de Nicolás Romero | 7 025            |
| 161120015         | San Francisco Curungueo  | 2 886            |
| 161120052         | San Felipe los Alzati    | 2 375            |
| 161120060         | Zirahuato de los Bernal  | 2 297            |
| 161120031         | Macho de Agua            | 1 863            |
| 161120021         | La Encarnación           | 1 819            |
| 161120050         | El Rincón de San Felipe  | 1 786            |
| 161120158         | Valle Verde              | 1 775            |
| 161120023         | Francisco Serrato        | 1 656            |
| 161120024         | La Fundición             | 1 582            |
| 161120136         | La Mesa                  | 1 545            |
| 161120020         | Emiliano Zapata          | 1 538            |
| 161120049         | Rincón de Curungueo      | 1 507            |
| 161120039         | Ocurio                   | 1 383            |
| 161120030         | Macutzio                 | 1 330            |
| 161120019         | Donaciano Ojeda          | 1 250            |
| 161120036         | Mesa de los Alzati       | 1 195            |
| 161120003         | Aputzio de Juárez        | 1 177            |
| 161120006         | Camémbaro                | 1 136            |
| 161120044         | Puentecillas             | 1 084            |
| Otras localidades | Otras localidades        | 31 946           |
| Total municipal   | Total municipal          | 157 056          |

## Economía
La economía de Zitácuaro se basa principalmente en las actividades primarias y terciarias, y en menor medida actividades secundarias.